# Jan Kamieniecki (hetman polny koronny)
Jan Kamieniecki (ur. ok. 1463, zm. 1513) – hetman polny koronny w latach 1505–1509, dworzanin króla Jana Olbrachta i Aleksandra, rotmistrz rubieży wschodnich, jeden z najdzielniejszych dowódców broniących rubieży wschodnich Polski, starosta bełski, buski, chełmski, horodelski (1502 r.), kasztelan lwowski (od 1508).

## Życiorys
Był synem Henryka Andreasa Kamienieckiego (1430-1488) i Katarzyny Pieniążkównej (c. Mikołaja Pieniążka).
Miał pięciu braci: Mikołaja, Henryka, Stanisława, Klemensa, Marcina i trzy siostry, z których jedna wyszła za Mikołaja Strzyżewskiego.
Jako mąż Anny Buczackiej c. Piotra Buczackiego, w posagu otrzymał dobra Czeszybiesy – klucz w ziemi halickiej.
Król Aleksander nadał mu pokucką wieś Bohorodczany, w 1504 r. - (skonfiskowaną Hryćkowi Krochowieckiemu) wraz z m. Łopatyn z 8 wsiami nad Styrem w 1505 r.
Brał udział w wyprawie mołdawskiej Jana Olbrachta w 1497 r. i brata Mikołaja Kamienieckiego; w 1506 i 1509 r. i rozbił Tatarów budziackich Michała Glińskiego w 1508 r. Zmarł w 50 roku życia w pierwszej połowie 1513 (według jego epitafium w kaplicy p.w. św. Mikołaja w katedrze na Wawelu).
Pozostawił po sobie bezpotomnego syna Mikołaja Kamienieckiego (zm. w 1519 r.) i trzy córki: Katarzynę, Annę i Małgorzatę, które sprzedały Wielopole Skrzyńskie Andrzejowi Czuryle (ok. 1460 – 1534) – burgrabiemu krakowskiemu, kasztelanowi przemyskiemu i stolnikowi.